# ナイトランド
『ナイトランド』（The Night Land）とはウィリアム・H・ホジスンが1912年に発表した幻想小説で、彼の代表作。出版に当って十分の一の短縮版の『Xの夢』（The Dream of X ）も発表された。

## 概要
世界観は当時の高名な科学者のケルビン卿ウィリアム・トムソンが発表した「太陽には寿命があり遠い未来にその輝きを失なう」という仮説からヒントを得ている。
ホジスンの前作である『異次元を覗く家』と同様に擬古文の作風であり、また20万語というその内容の長大さから商業出版に当っては出版社側からカットを入れられ、アメリカ版では十分の一の短縮版の『Xの夢』として発表せざるを得なかった。主人公に名前は与えられておらず名前を持った登場人物はほとんど登場しない。

## あらすじ
最愛の妻ミルダスを失った“私”はある幻視を見るようになり、その体験を語り始める。それは悠久の時の流れの果てに太陽は輝きを失い闇の中を怪物が彷徨う未来の地球、人類の生き残りが寄り集まって暮らす大ピラミッドで怪物警備官として働く一人の男に生まれ変わり、同じく転生したミルダスの生まれ変わりの女性ナーニを探し求める果てしない物語だった。

## 用語
- 最後の角面堡 — 大ピラミッドとも。人類の生き残りが暮らすピラミッド型のアーコロジー都市。
- 小ピラミッド — もう一つの人類の最後の拠点。大ピラミッド（最後の角面堡）とは互いに存在を認知していなかった。
- 夜の域（ナイトランド） — 角面堡の外に広がる荒涼とした土地。大小の怪物が彷徨っていて角面堡から出て来た人間を襲う。
- 監視者 — 角面堡を取り囲む四体の巨大な怪物。南、北東、南西、南東、北西に位置し光を嫌う。南の監視者が最も巨大で、他の監視者が殆ど動かないのに対して南の監視者は数万年の時をかけてゆっくりと角面堡をめざして移動している。
- 光のドーム — “南の監視者”を遮る光源。
- 怪物警備官 — “監視者”などのナイトランドの怪物を角面堡から監視する見張り。
- 邪霊 — ナイトランドに潜み角面堡から出て来た人間に取り憑く悪霊。
- 沈黙の家 — 角面堡の北にある最も危険な場所。遠目には明かりのともった家に見えるが邪霊の巣。
- 地流 — 大地から発生し、特定の場所に沸き上がる超自然的なエネルギー。最後の角面堡がエネルギー源として利用している。
- ディスコス — 地流の力を動力源とする武器。竿の先に回転する円盤型の刃が付いている形状（現代の草刈り機とよく似た形状）。

## 評価と影響
H・P・ラヴクラフトはエッセイ『文学と超自然的恐怖』で、この小説を「これまでに書かれた奇妙な想像力の中で最も強力な作品の一つ」と評した。
クラーク・アシュトン・スミスは次のように書いた。
グレッグ・ベアの City at the End of Time (2008) は『ナイトランド』へのオマージュ的作品である。

## 日本語訳
どちらも荒俣宏による訳。原作の長大さからいくらかカットを入れており、完訳版ではない。
- 『ナイトランド（上・下）』（月刊ペン社、1981年）
- 『ナイトランド』（原書房、2002年5月　ISBN 978-4562035106）